# Anàlisi del locus arrel

Sistema abstracte de la teoria de sistemes, amb entrada i sortida.

En la teoria del control i la teoria de l'estabilitat, l'anàlisi del lloc de les arrels és un mètode gràfic per examinar com les arrels d'un sistema canvien amb la variació d'un determinat paràmetre del sistema, normalment un guany dins d'un sistema de retroalimentació. Aquesta és una tècnica utilitzada com a criteri d'estabilitat en el camp de la teoria clàssica del control desenvolupada per Walter R. Evans que pot determinar l'estabilitat del sistema. El lloc de l'arrel representa els pols de la funció de transferència de bucle tancat en el pla s complex com a funció d'un paràmetre de guany (vegeu el diagrama pol-zero).

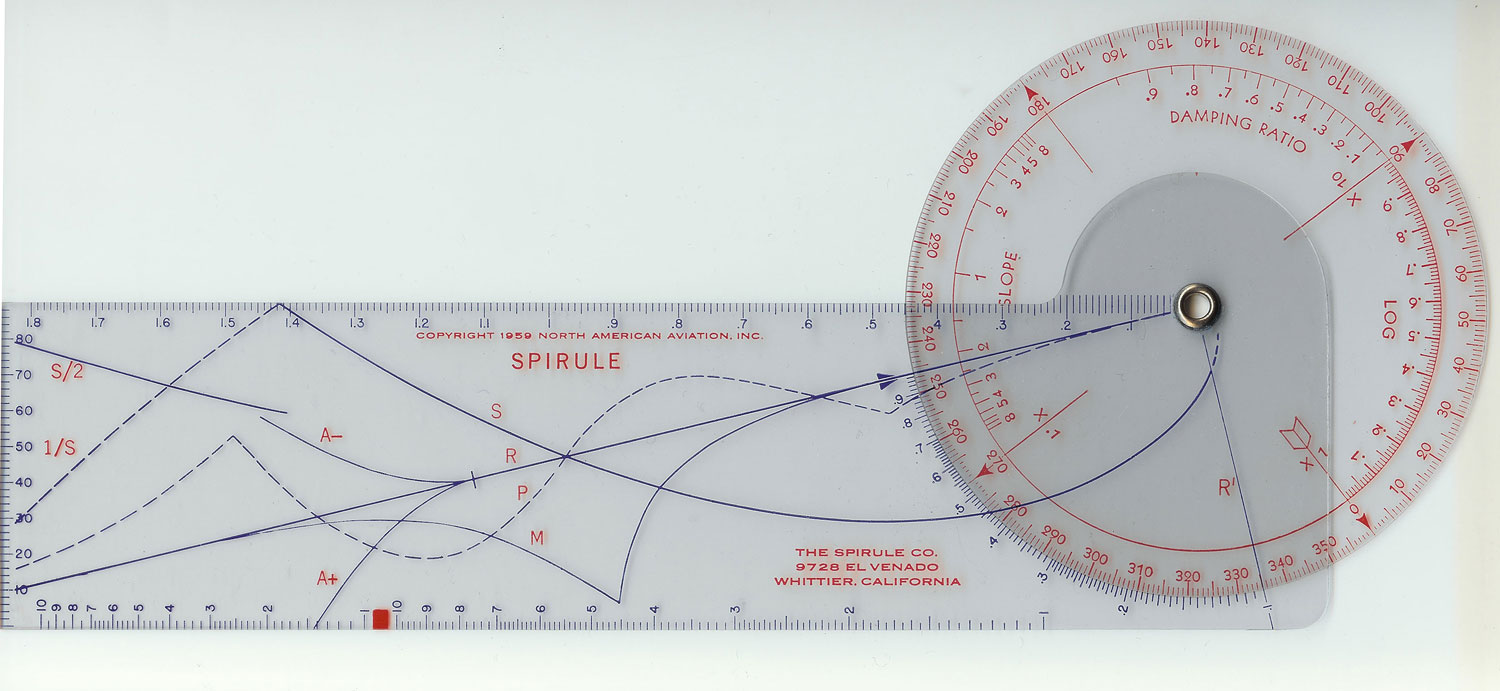
Spirule

Evans també va inventar el 1948 un ordinador analògic per calcular els loci arrel, anomenat "Spirule" (després de "espiral" i "regla de diapositiva"); va trobar un gran ús abans de l'arribada dels ordinadors digitals.

## Usos

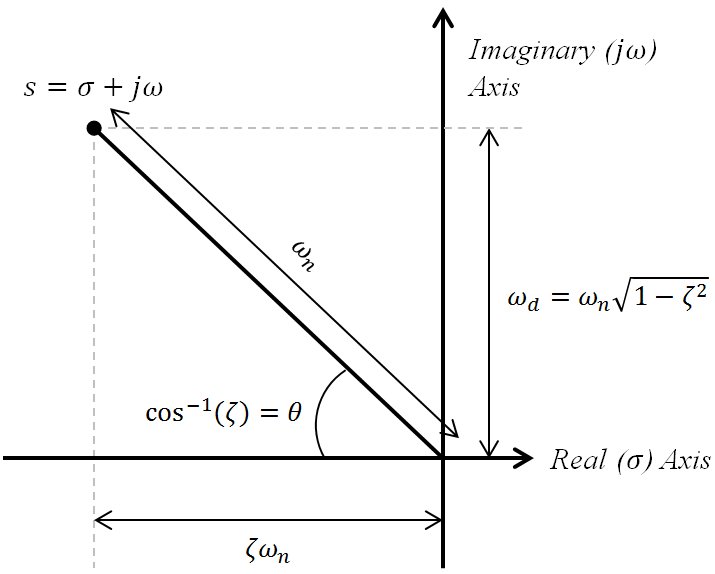
Efecte de la ubicació del pol sobre la freqüència natural i la relació d'amortiment d'un sistema de segon ordre. El complex conjugat d'aquest pol (que necessàriament existeix ja que aquest pol té un component imaginari diferent de zero) no es mostra.

A més de determinar l'estabilitat del sistema, el lloc de l'arrel es pot utilitzar per dissenyar la relació d'amortiment (ζ) i la freqüència natural (ωn) d'un sistema de retroalimentació. Les línies de relació d'amortiment constant es poden dibuixar radialment des de l'origen i les línies de freqüència natural constant es poden dibuixar com a arccosinus els punts centrals del qual coincideixen amb l'origen. En seleccionar un punt al llarg del lloc de l'arrel que coincideix amb una relació d'amortiment desitjada i la freqüència natural, es pot calcular i implementar un guany K al controlador. Tècniques més elaborades de disseny de controladors utilitzant el lloc arrel estan disponibles a la majoria de llibres de text de control: per exemple, els controladors de retard, plom, PI, PD i PID es poden dissenyar aproximadament amb aquesta tècnica.
La definició de la relació d'amortiment i la freqüència natural suposa que el sistema de retroalimentació global està ben aproximat per un sistema de segon ordre; és a dir, el sistema té un parell de pols dominant. Sovint no és així, per la qual cosa és una bona pràctica simular el disseny final per comprovar si es compleixen els objectius del projecte.

## Definició
El lloc de l'arrel d'un sistema de retroalimentació és la representació gràfica en el pla s complex de les possibles ubicacions dels seus pols de bucle tancat per a valors variables d'un determinat paràmetre del sistema. Els punts que formen part del lloc geogràfic de l'arrel compleixen la condició d'angle. El valor del paràmetre per a un punt determinat del lloc de l'arrel es pot obtenir mitjançant la condició de magnitud.
Suposem que hi ha un sistema de retroalimentació amb senyal d'entrada {\displaystyle X(s)} i senyal de sortida {\displaystyle Y(s)} . La funció de transferència del camí cap endavant és {\displaystyle G(s)} ; la funció de transferència del camí de retroalimentació és {\displaystyle H(s)} .
Per a aquest sistema, la funció de transferència de bucle tancat ve donada per
{\displaystyle T(s)={\frac {Y(s)}{X(s)}}={\frac {G(s)}{1+G(s)H(s)}}}
Així, els pols de llaç tancat de la funció de transferència de llaç tancat són les arrels de l'equació característica {\displaystyle 1+G(s)H(s)=0} . Les arrels d'aquesta equació es poden trobar a qualsevol lloc {\displaystyle G(s)H(s)=-1} .
En sistemes sense pura demora, el producte {\displaystyle G(s)H(s)} és una funció polinòmica racional i es pot expressar com
{\displaystyle G(s)H(s)=K{\frac {(s+z_{1})(s+z_{2})\cdots (s+z_{m})}{(s+p_{1})(s+p_{2})\cdots (s+p_{n})}}}
on {\displaystyle -z_{i}} són els {\displaystyle m} zeros, {\displaystyle -p_{i}} són els {\displaystyle n} pols, i {\displaystyle K} és un guany escalar. Normalment, un diagrama de lloc de l'arrel indicarà les ubicacions dels pols de la funció de transferència per a diferents valors del paràmetre {\displaystyle K} . Un gràfic del lloc de l'arrel seran tots aquells punts del pla s on {\displaystyle G(s)H(s)=-1} per qualsevol valor de {\displaystyle K}.